# 関佳史
関 佳史（せき よしぶみ）は、日本のテレビプロデューサー、実業家。tvkコミュニケーションズ代表取締役社長、テレビ神奈川取締役（営業、事業、ecom事業担当）・営業本部長。
神奈川県サッカー協会会長。

## 経歴
神奈川県立湘南高等学校、東京大学文学部社会学科を卒業後、テレビ神奈川に入社。
以来、音楽畑を歩み、ミューコムとの関わりが深い。saku saku morning callを立ち上げた人物としても知られる。
編成部長時代は、東京にあるライツ事業部（山下泰愛部長(後にtvkコミュニケーションズミューコムカンパニー執行役員)、種子島幸(現tvk編成局編成部長)）と組んで東名阪ネット6をはじめとするコンテンツ開発に取り組んだ。その後編成局次長、営業局長・tvkコミュニケーションズエンタープライズカンパニー執行役員、編成局長・同執行役員、編成局長、役員待遇編成局長、役員待遇営業本部長、tvkコミュニケーションズ代表取締役社長。取締役相談役。テレビ神奈川退職後に神奈川県サッカー協会理事、副会長、会長。

## てがけた番組
- SONY MUSIC TV
- ミュージックトマト
- 16ers TV
- ファンキートマト
- saku saku morning call
- 塩カルビ
- サンシャイン デイズ
- ネコナデ
- 鉄道むすめ
- 幼獣マメシバ
- フラカッパー
- Funny Pets
- 走る男II（京都放送幹事）
- モンキーパーマ

ほか、多数

## てがけた映画
- GSワンダーランド
- ネコナデ
- 棚の隅
- WHITE MEXICO
- 希望の翼〜あの時、ぼくらは13歳だった〜（KBSとの共作）

ほか、多数

## エピソード
- 関が編成局へ異動したときは、会社がMXTVの営業攻勢で業績不振に陥り、どんどん自社制作枠を縮小せざるを得ないほど苦境の時だった。そのため、自分が立ち上げその後何度もリニューアルを繰り返したsaku saku morning callを打ち切りにする選択をした。番組は30分枠でかろうじて残ったが、編成から何本もの番組をつぶされている過去もあるため、一部のミューコム社員から「あいつだけは許さない」と恨みを買う結果になってしまった。
- 「走る男」で森脇健児がtvkに挨拶に訪れた際、応対したのが関だった。森脇は「関さんがハンコ押してくれはってネット6のこの企画があるんですわ」と言ったが、「走る男」の担当はライツ事業部の山下である。ライツ事業部員は普段東京支社にいるため、こういう話になったと考えられる。なお後編の「走る男II」では正式に関が窓口になっている。
- 「希望の翼〜あの時、ぼくらは13歳だった〜」のPRで2013.1.24の「ありがとッ!」に生出演。これは本来出演する予定だった原作の寒河江正の風邪による代役。
- 母校の百周年記念で、「湘南高校百年　文武両道の核心～初代校長赤木愛太郎の理想」を制作し、テレビ神奈川で2022年1月8日に放送。自社のサイトで配信している。
- 所属したサッカー部の百年記念誌「湘南蹴球百年誌」を編集責任者として制作。